# Anni 510
Gli anni 510 sono il decennio che comprende gli anni dal 510 al 519 inclusi.

## Eventi, invenzioni e scoperte

### Europa

#### Regno Franco

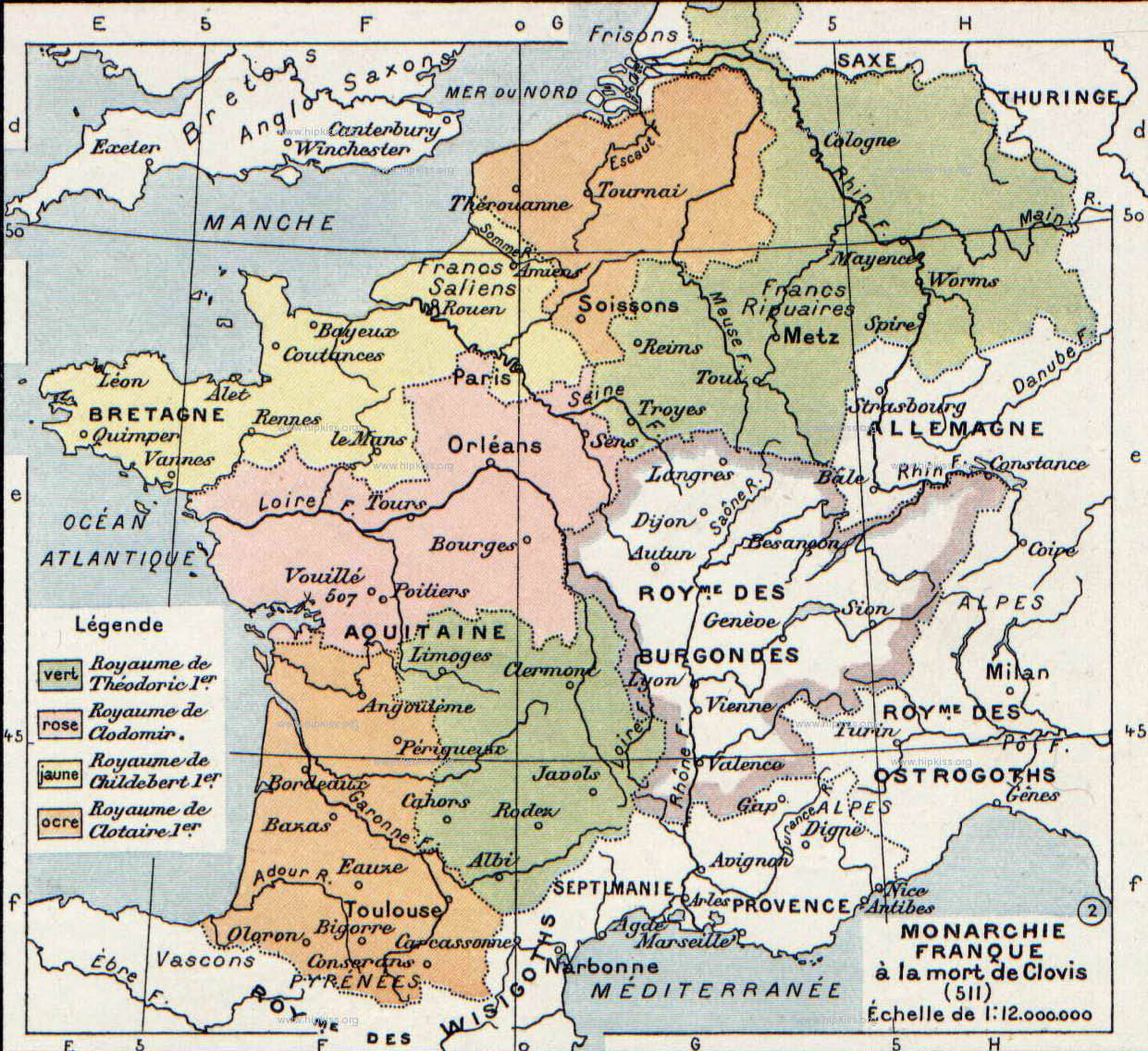
Divisione dei Regni Franchi alla morte di Clodoveo I

- 27 novembre 511: Morte di Clodoveo I. Il regno franco si divide in quattro: Austrasia, in mano a Teodorico I, Orléans, in mano a Clodomiro, Soissons, in mano a Clotario I e Parigi, in mano a Childeberto I.

#### Regno Ostrogoto
- 510: Teodorico, dopo che il re visigoto Gesalico venne esiliato, ottenne inizialmente il controllo formale dei territori visigoti, per poi essere sostituito da Amalarico.

#### Regno dei Burgundi
- 516: Morte di Gundobado. Gli succede Sigismondo.
- 517: Sigismondo tiene un concilio in cui dichiara formalmente guerra all'eresia ariana.

#### Impero romano d'Oriente
- 9 luglio 518: Morte di Anastasio I. Il generale Giustino I gli succede come imperatore.

#### Regno dei Visigoti
- 510: Gesalico viene esiliato. Il re ostrogoto Teodorico ottiene per breve tempo il controllo sui territori del regno dei visigoti.
- 510: Amalarico diventa re del regno dei visigoti.

### Altro

#### Religione
- 19 luglio 514: Morte di Papa Simmaco.
- 20 luglio 514: Diventa Papa Ormisda.

## Personaggi
- Anastasio I, imperatore romano d'Oriente (fino al 518)
- Giustino I, imperatore romano d'Oriente (dal 518)
- Teodorico il Grande, re d'Italia